# Comme un morceau de nuit, découpé dans son étoffe
Comme un morceau de nuit, découpé dans son étoffe est un recueil de poèmes de Déborah Heissler paru aux Éditions Cheyne dans la coll. « Grise » en 2010, puis réédité en 2012. Il a été distingué par les Prix international de poésie francophone Yvan Goll en 2011 et Prix du poème en prose Louis Guillaume en 2012.

## Recueil
Dédicacés à Jean-Claude Dubois, en partie rédigés pendant son séjour en Chine, ces poèmes de Déborah Heissler développent sur une soixantaine de pages - à la tombée de la nuit et dans des lumières de fin d'automne - un moment de crépuscule dont on devine les « formes essentielles, le rose exténué du ciel qui résiste […] sur les toits de zinc » jusqu’à arrêter le regard, à la toute fin de l'ouvrage, sur « Et déjà la nuit ». Un effet de ralentissement qui « prend à l'œil au moment où la lecture s'amorce », entretenu par quatre sections intitulées en japonais :
- « KAIMAMIRU » / « Entrevoir »
- « SEIJAKU » / « Silence »
- « SEISHIGA » / « Image fixe »
- « YAKEI » / « Scène de nuit »

Configuration du recueil figurant « une manière résolue de nous inviter à rejoindre le pays qui l’appelle […] en bord de ruptures et disjonctions [distillant] un art bien à elle de frotter en surface, jusqu’à faire naître des fragments de lumière, quelque chose qu’on lisse jusqu’à ce qu’un éclat se manifeste […]. Du plein au vide, [...] un exercice de patience, en somme, par tous les temps de l’âme » où le sujet littéralement s'efface devant le paysage.
Tout se joue alors dans le regard porté sur les montagnes, lignes d'horizon, frondaisons, pour multiplier les perspectives ou encore focaliser l'attention du lecteur sur des points de rencontre insoupçonnés par où l'œil trouve tout son plaisir « dans une dérive douce, à séjourner dans un déplacement imperceptible où le réel gagne peu à peu en densité, à mesure que la lecture apprend à fermer les yeux » nous livre également Dominique Sorrente.

## Extraits en ligne
- Sur le site de la revue Terres de femmes[3]
- Sur le site de la revue Regard au pluriel[4]